# Arno Liebau
Arno Liebau (* 10. Juni 1888 in Leipzig; † 31. Mai 1936 in Berlin) war ein deutscher Komponist und Musikschriftsteller.
Liebau war Schüler von Alexander Winterberger (1834–1914), Alois Reckendorf, Hugo Riemann und Theodor Leschetizky. Er komponierte Orchester- und Kammermusik, ein Klavierkonzert, Chorwerke (u. a. Frühlingsgruß, Schöne Nacht und Der neue Tag) und über 70 Konzertlieder. Unter anderem vertonte er Gedichte von Erika Kickton und Karl von Berlepsch sowie Johanna Wollf-Friedberg.
Ab 1919 lebte er als Komponist und Musikschriftsteller in Berlin-Lichterfelde. Er war Schriftleiter der Deutschen Militär-Musiker-Zeitung. Er ist Autor der Bücher Praktischer Ratgeber für Sänger und Sängerinnen und Das Kunstliedschaffen um und seit Hugo Wolf.